# (688888) 2013 AS183
(688888) 2013 AS183 est un objet transneptunien du disque des objets épars avec un diamètre estimé à environ 185 km.